# Würzburger Tor

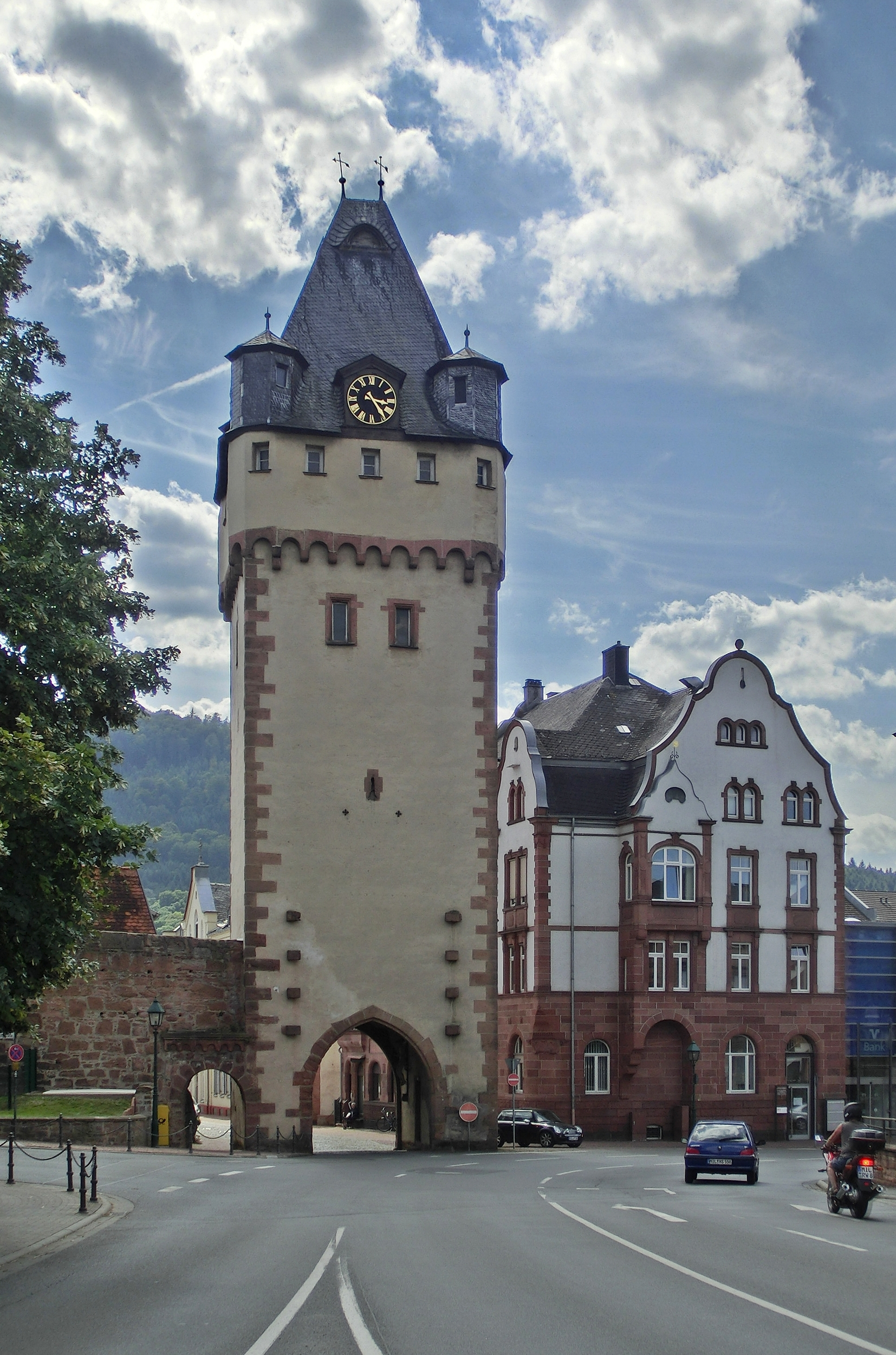
Würzburger Tor (2012)

Das Würzburger Tor ist ein 1379 erstmals erwähnter spätmittelalterlicher Torturm am Ostrand der Altstadt von Miltenberg. Ursprünglich trug er eine Geschützplattform mit Zinnenkranz, da diese Stadtseite am meisten gefährdet war. Allerdings wurde der Turm schon zu Beginn des 15. Jahrhunderts überdacht. In den Hakensteinen außen und innen liefen die Fallgatter auf und nieder.